# Brittany Hochevar
Brittany Hochevar (* 26. Mai 1981 in Fowler) ist eine US-amerikanische Volleyball- und Beachvolleyballspielerin.

## Karriere
Hochevar begann an der Fowler High School mit dem Volleyball. Während ihres Studiums an der California State University, Long Beach spielte sie in der Universitätsmannschaft. Von 2002 bis 2004 war die Zuspielerin in der US-amerikanischen Nationalmannschaft aktiv. Mit dem Team gewann sie 2003 die NORCECA-Meisterschaft und die Bronzemedaille bei den Panamerikanischen Spielen. Von 2005 bis 2008 spielte sie außerdem für Vereine in Puerto Rico, der Türkei und Spanien.
2004 begann sie parallel dazu ihre Karriere als Beachvolleyballerin und trat in den ersten beiden Jahren mit diversen Partnerinnen auf der AVP-Tour an. 2006 spielte sie mit der Olympiateilnehmerin Logan Tom. Während der Saison zog sie sich allerdings eine schwere Rückenverletzung zu. Im folgenden Jahr kehrte sie zurück. Auf der amerikanischen Tour war sie mit Lauren Fendrick, Holly McPeak und Keao Burdine. Letztere war auch 2008 ihre Partnerin, bevor sie zu Jennifer Fopma wechselte. 2009 und 2010 absolvierte Hochevar ihre ersten Open-Turniere in Phuket und Sanya auf der FIVB World Tour mit Jenny Kropp sowie Jaimi Gregory. In den USA war ihre Mitspielerin 2010 Dianne DeNecochea.
2011 spielte Hochevar drei Open-Turniere mit Fopma und kam dabei in Shanghai auf den 17. Platz. In Stavanger nahm sie mit ihrer neuen Partnerin Lisa Rutledge erstmals an einem Grand Slam teil. Bei den Open-Turnieren in Québec und Den Haag wurden Hochevar/Rutledge jeweils Neunte. 2012 bildete Hochevar ein Duo mit Angela Akers. Nachdem es zunächst immer nur die Plätze 25 und 33 gab, steigerte sich das Team beim letzten gemeinsamen Auftritt in Stare Jabłonki auf den 17. Rang. Beim Saisonabschluss 2012 und den ersten Turniere 2013 spielte Hochevar abwechselnd mit Emily Day und Summer Ross. Dabei erreichte sie auf der Continental Tour zwei Top-3-Platzierungen. In Corrientes stand Hochevar dann erstmals wieder mit Fendrick auf dem Platz. Fendrick/Hochevar wurden Neunte beim Grand Slam in Rom. Bei der WM in Stare Jabłonki landeten Fendrick/Hochevar nach einer Viertelfinalniederlage gegen die Deutschen Borger/Büthe auf Platz fünf.
2014 spielte Hochevar zunächst mit Lane Carico und später bis Juni 2015 mit Heather McGuire. Danach war bis Mai 2016 wieder Jennifer Fopma ihre Partnerin. Mit Emily Day hatte Hochevar von 2016 bis 2018 einige Top-Ten-Ergebnisse auf der FIVB World Tour. 2018 war Kelly Claes Hochevars Partnerin. Beim 4-Sterne-Turnier der World Tour in Xiamen erreichten Claes/Hochevar das Finale, in dem sie gegen die Kanadierinnen Humana-Paredes/Pavan verloren. 2019 bildete Hochevar ein neues Duo mit Carly Wopat.